# Medal jubileuszowy „50-lecia zwycięstwa w Wielkiej Wojnie Ojczyźnianej 1941–1945”
Medal jubileuszowy „50-lecia zwycięstwa w Wielkiej Wojnie Ojczyźnianej 1941–1945” (ros. Юбилейная медаль „50 лет победы в Великой Отечественной войне 1941–1945 гг.”) – jubileuszowy rosyjski medal, ustanowiony 7 lipca 1993 roku dla uczczenia 50 rocznicy zwycięstwa w wielkiej wojnie ojczyźnianej, nadawany jej wojskowym i cywilnym uczestnikom, partyzantom i członkom podziemia, więźniom hitlerowskich Niemiec lub ich sojuszników, Rosjanom pracującym na rzecz sowietów na terenie nie zajętym przez wroga przynajmniej pół roku w okresie trwania wojny (od 22 czerwca 1941 do 9 maja 1945 roku).
W kolejności starszeństwa rosyjskich odznaczeń noszony był do 2012 po Medalu jubileuszowym „Czterdziestolecia zwycięstwa w Wielkiej Wojnie Ojczyźnianej 1941–1945”, a po Medalu Żukowa.

## Opis odznaki
Odznakę stanowi okrągły krążek wykonany z mosiądzu o średnicy 32 mm. Na awersie w centrum znajduje się Kreml i fajerwerki. U góry data 1945 – 1995. U dołu wieniec laurowy. Na rewersie w centrum napis 50 ЛЕТ ПОБЕДЫ В ВЕЛИКОЙ ОТЕЧЕСТВЕННОЙ ВОЙНЕ 1941–1945 ГГ (pol. 50-lecie Zwycięstwa w Wielkiej Wojnie Ojczyźnianej 1941–1945).